# John Hannah
John David Hannah (născut la 23 aprilie 1962) este un actor scoțian de film și televiziune. A devenit cunoscut în Four Weddings and a Funeral (1994), pentru care a fost nominalizat la Premiul BAFTA pentru cel mai bun actor într-un rol secundar în rolul lui Matthew. Printre alte apariții ale sale în film se numără Sliding Doors (1998) și trilogia The Mummy (1999–2008). Rolurile sale de televiziune includ: Dr. Iain McCallum în McCallum (1995–1998); DI John Rebus în Rebus (2000–2001); Jack Roper în New Street Law (2006–2007); Jake Osbourne în Cold Blood (2007–2008), Quintus Lentulus Batiatus în Spartacus (2010–2011), Jack Cloth în A Touch of Cloth (2012–2014), tatăl lui Jason (Aeson) în serialul BBC Atlantis (2013–2015) , Dr. Holden Radcliffe în Agents of SHIELD (2016–2017), Colin în Overboard (2018) și Archie Wilson în serialul BBC Trust Me.

## Cariera
După absolvire, Hannah a avut parte de producții de filme și spectacole de teatru, printre care și roluri principale ca
cel din filmul „For Weddings and a Funeral” unde juca rolul lui Matthew.După acest rol, a interpretat rolul unui ucigaș psihopat
în filmul Helen Baxendale.A mai apărut în McCallum, The Mummy, The Mummy Returns, Sliding Doors, Alias,Frasier, Carnivale
New Street Law.Pe 24 decembrie 1997, John Hannah și producătorul scoțian de filme Murray Ferguson au stabilit o companie de producții numită Clerkenwell Films.

## Viața Personală
Hannah s-a căsătorit cu actrița Joanna Roth în data de 20 ianuarie 1996.În multe interviuri a menționat
povești despre relația acestora, precum vizita la restaurantul „Sri Siam” din Londra.Ei au împreună gemeni, un băiat numit Gabriel și o fată pe nume Astrid născuți pe 11 februarie 2004.
De ani, Hannah a depus un mare efort ca să poată susține cauzele caritabile.

## Filmografie
- 1994 - Four Weddings and a Funeral
- 1995 - Madagascar Skin
- 1995 - The Innocent Sleep
- 1995 - Blast Away
- 1997 - Romance and Rejection
- 1997 - Resurrection Man
- 1997 - The James Gang
- Dincolo de uși (1998)
- 1999 - The Hurricane
- Mumia (1999)
- 1999 - The Intruder
- 2000 - Pandaemonium
- 2000 - Circus
- 2001 - The Mummy Returns
- 2001 - Before You Go
- 2002 - Dr. Jekyll and Mr. Hyde
- 2002 - I'm With Lucy
- 2003 - I Accuse
- 2004 - Agatha Christie's Marple: 4.50 from Paddington - Inspector Tom Campbell
- 2007 - The Last Legion
- 2007 - The Sinking of the Lusitania: Terror at Sea
- 2008 - The Mummy: Tomb of the Dragon Emperor
- 2008 - Zip 'n zoo
- 2008 -  Moose in the Glen
- 2008 - Agatha Christie Poirot: Appointment with Death - Dr. Gerard
- 2012 - Spartacus
- The Christmas Candle (2013)